# Pratt & Whitney XLR-129

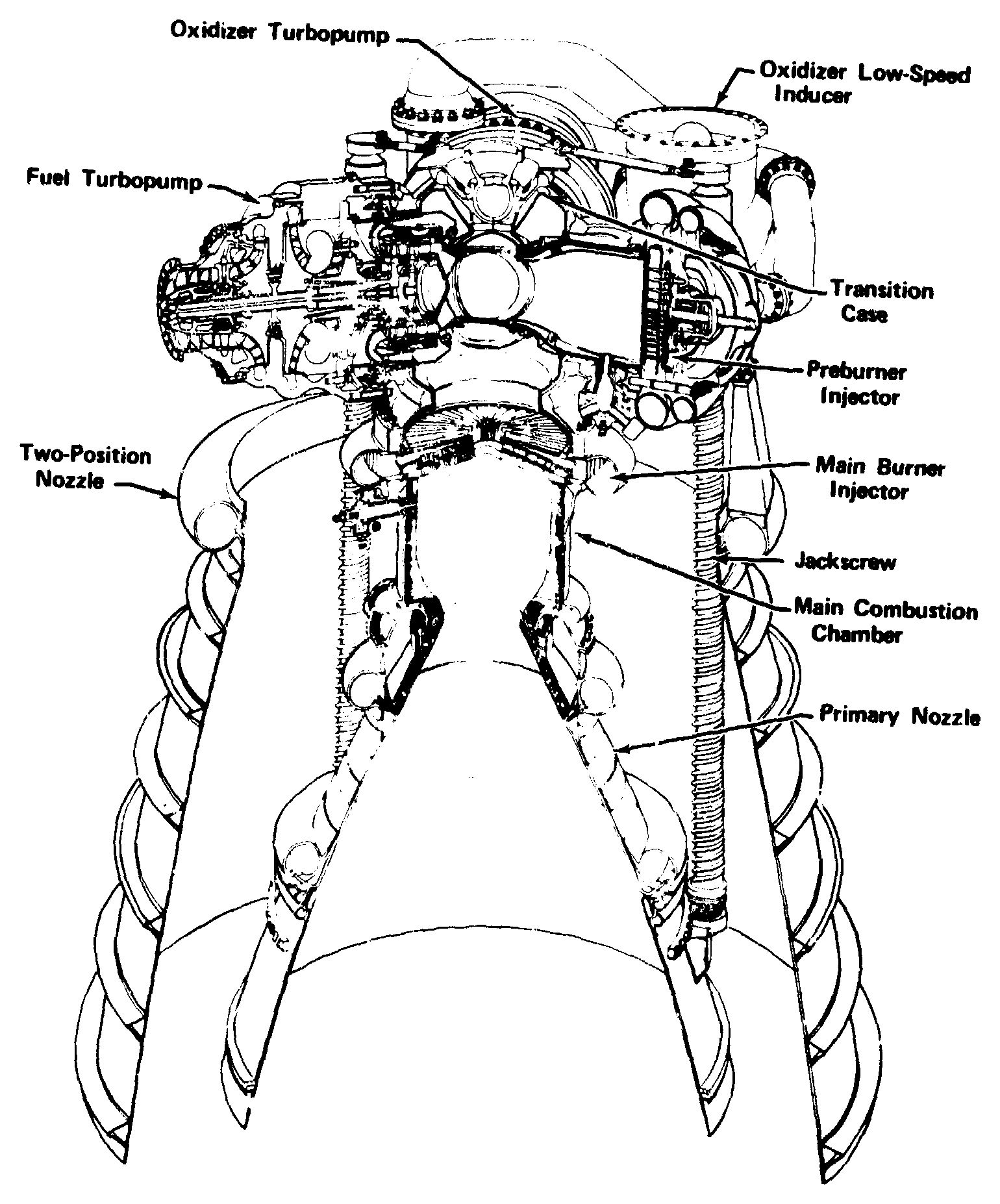
Desenho de corte do motor demonstrador XLR-129.

O XLR-129 era um projeto de motor de foguete americano que usaria hidrogênio líquido e propelentes de oxigênio líquido. Ele foi desenvolvido pela Pratt & Whitney e inicialmente deveria desenvolver 250.000 lbf (1.100 kN) de empuxo. Ele apresentava um bico expansível para ajustar o desempenho em uma ampla gama de altitudes. 
O XLR-129 foi projetado para ser reutilizável e foi inicialmente pago pela Força Aérea dos Estados Unidos, para um programa da década de 1960 chamado Project Isinglass, que seria um avião-foguete tripulado destinado a sobrevôos de vigilância.Para o ônibus espacial foi feita uma tentativa de aumentar o impulso para 350.000 lbf (1.600 kN) mas no final  o motor RS-25 Rocketdyne's foi usado.
O programa XLR-129 nunca foi concluído, nenhum motor completo foi produzido, mas muitos sistemas foram desenvolvidos e testados.

## Referêcias
1. ↑  «The Space Review: A bat outta Hell: the ISINGLASS Mach 22 follow-on to OXCART». www.thespacereview.com. Consultado em 22 de dezembro de 2021. Cópia arquivada em 28 de abril de 2021
2. ↑  «ch9». history.nasa.gov. Consultado em 22 de dezembro de 2021. Cópia arquivada em 1 de março de 2012
3. ↑  «Air Force Reusable Rocket Engine Program XLR129-P-1. Volume 1». Consultado em 22 de dezembro de 2021. Arquivado do original em 12 de março de 2012